# برونو فلیشر
برونو فلیشر (آلمانی: Bruno Fleischer؛ ‏ ۲ مهٔ ۱۸۷۴ – ۲۶ مارس ۱۹۶۵) چشم‌پزشک و استاد دانشگاه اهل آلمان بود. حلقه کایزر-فلیشر و حلقه فلیشر نامشان را از او می‌گیرند.

## بیشتر بخوانید
- Dening TR, Berrios GE (February 1990). "Eponymous confusion over Bruno Fleischer". Lancet. 335 (8684): 291. doi:10.1016/0140-6736(90)90108-H. PMID 1967744. S2CID 40710533.